# عاصمة فدرالية

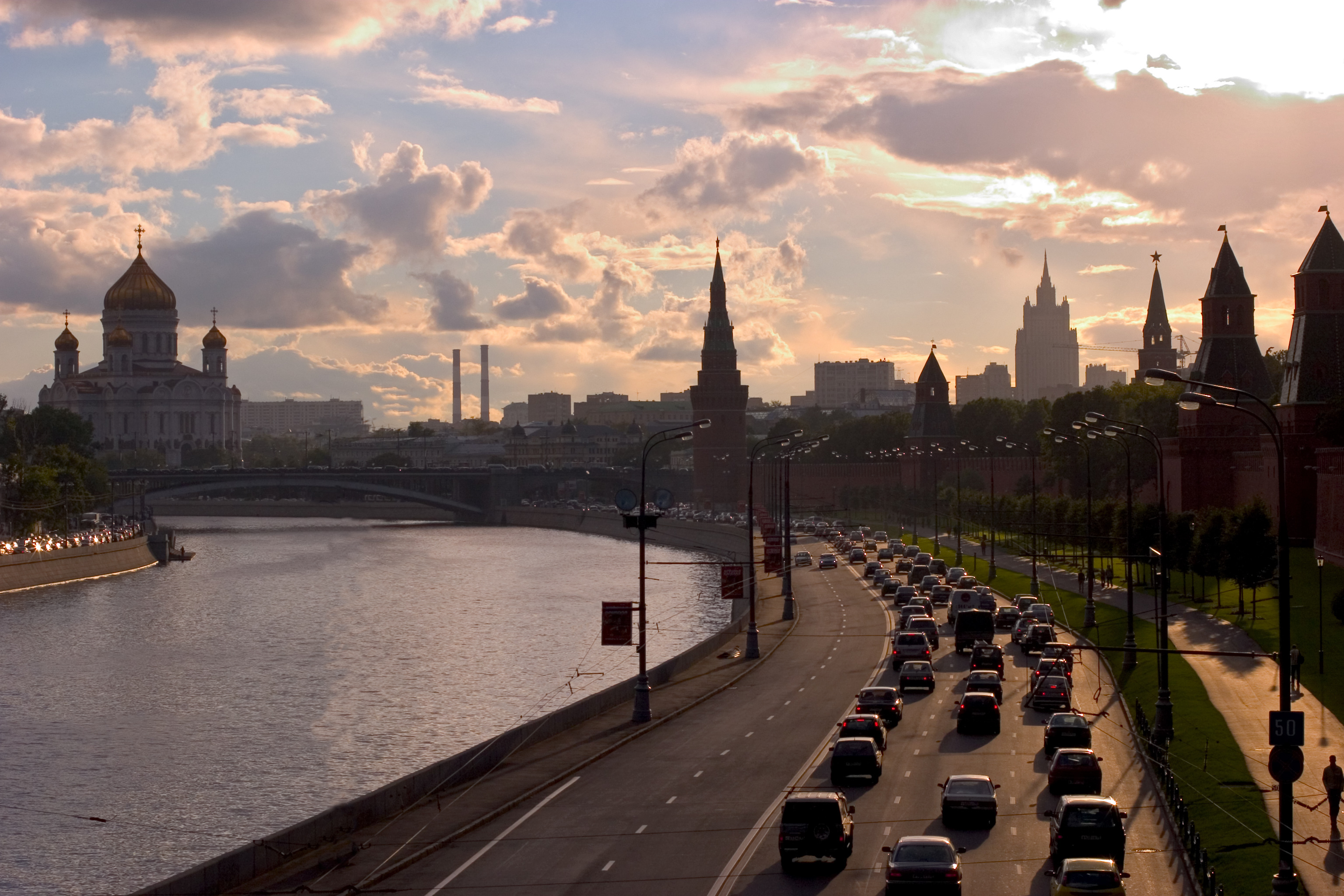

العاصمة الفدرالية هي كيان سياسي يتمثل غالبًا في بلدية أو عاصمة تتمتع بمكانة مميزة باعتبارها مقرًا للحكومة في الدول الفدرالية. والعاصمة الفدرالية تكون في الغالب مدينة تضم مكاتب عمل الحكومة وأماكن اجتماعها. ويحدد موقعها وعلاقتها بالولايات الفرعية القانون أو الدستور الفدرالي. ويمكن اعتبار العواصم الفدرالية ولايات في حد ذاتها، كما يمكن أن تتمتع بالاستقلال السياسي عن الاتحاد الفدرالي كأقاليم فدرالية.
ومن الأمثلة الشهيرة على العواصم الفدرالية: واشنطن العاصمة، التي لا تُعَد جزءًا من أي ولاية أمريكية لكنها تجاور ولايتي ماريلاند وفيرجينيا؛ وبرلين، وهي تشكل في حد ذاتها إحدى ولايات ألمانيا وجيبًا داخليًا في ولاية براندنبورغ الأكبر حجمًا؛ وكذلك مقاطعة العاصمة الأسترالية، وهي مقاطعة أسترالية تتضمن عاصمة أستراليا، كانبرا.

## قائمة بالعواصم الفدرالية
- الأرجنتين: بوينس آيرس، العاصمة الفدرالية سابقًا
- النمسا: فيينا
- أستراليا: كانبرا
- بلجيكا: إقليم بروكسل العاصمة
- البوسنة والهرسك: ساراييفو
- البرازيل: برازيليا
- كندا: أوتاوا
- جزر القمر: موروني
- إثيوبيا: أديس أبابا
- ألمانيا: برلين
- الهند: نيودلهي
- العراق: بغداد
- ماليزيا: كوالالمبور
- المكسيك: مدينة مكسيكو
- ولايات ميكرونيسيا المتحدة: باليكير
- نيبال: كاتماندو
- نيجيريا: منطقة العاصمة الاتحادية، أبوجا
- باكستان: إسلام آباد
- روسيا: موسكو
- سانت كيتس ونيفيس: باستير
- جنوب إفريقيا: يتضمن هذا الاتحاد الفدرالي ثلاث عواصم فدرالية، وهي: بريتوريا، العاصمة التنفيذية؛ وبلومفونتين، العاصمة القضائية؛ وكيب تاون، العاصمة التشريعية.
- جنوب السودان: جوبا، وتفكر الحكومة الفدرالية لجنوب السودان في نقل العاصمة الفدرالية مستقبلاً إلى رامسيل في ولاية البحيرات. وسيقرب هذا الانتقال العاصمة الفدرالية من المركز الجغرافي لجنوب السودان.
- الصومال: مقديشو
- إسبانيا: مدريد
- السودان: الخرطوم
- سويسرا: برن
- الإمارات العربية المتحدة: أبوظبي
- فنزويلا: كراكاس
- الولايات المتحدة: واشنطن العاصمة